# Syamsul Chaeruddin
Syamsul Bachri Chaeruddin (sinh ngày 9 tháng 2 năm 1983) là một cầu thủ bóng đá người Indonesia thường thi đấu ở vị trí tiền vệ. Anh từng đại diện cho đội tuyển quốc gia Indonesia.
Sinh ra ở Gowa, South Sulawesi, Syamsul thi đấu cho PSM Makassar ở vòng bảng AFC Champions League 2005, ghi được 1 bàn thắng.
Syamsul thi đấu cho the Đội tuyển bóng đá quốc gia Indonesia. Anh là một trong những tiền vệ phòng ngự hay nhất quốc gia với sự tranh chấp và lối chơi năng nổ, cho dù thể hình nhỏ. Anh có màn ra mắt quốc tế cho đội tuyển quốc gia ở trận giao hữu của Indonesia trước Malaysia ngày 12 tháng 3 năm 2004. Indonesia hòa 0-0 trong trậ đó. Tại Cúp bóng đá châu Á 2007 anh thi đấu 3 lần: chiến thắng 2-1 trước Bahrain (khi thay cho Mahyadi Panggabean, bị chấn thương); trong thất bại 1-2 trước Ả Rập Xê Út, và thất bại 0-1 Hàn Quốc, trận cuối cùng ở bảng D.

## Sự nghiệp đội tuyển quốc gia
- 2002: Junior National Team U-21, Tiger Cup (selection)
- 2003: Pre Olympic, Sea Games XXII Việt Nam
- 2004: Pre World Cup, Tiger Cup
- 2005: Sea Games XXIII Philippines
- 2006: Merdeka Games, BV International Cup
- 2007: AFF Cup, Châu Á Cup

## Danh hiệu

### Danh hiệu quốc gia
- Vô địch Hassanal Bolkiah Trophy: U-21 Indonesia (2002)
- Vô địch Indonesian Independence Cup: Indonesia (2008)